# Mambak
Mambak is een bestuurslaag in het regentschap Jepara van de provincie Midden-Java, Indonesië. Mambak telt 4481 inwoners (volkstelling 2010).